# Heloderma suspectum
El monstruo de Gila (Heloderma suspectum) es un lagarto venenoso propio de las regiones áridas y cálidas del extremo norte de México y del suroeste de los Estados Unidos. Es un lagarto pesado, de movimiento lento y mide hasta 60 cm de largo. El monstruo de Gila es una de las dos únicas especies conocidas de lagartos venenosos, junto a su familiar cercano, el lagarto de cuentas o escorpión (Heloderma horridum). Aunque el monstruo de Gila es venenoso, su naturaleza pasiva hace que represente poca amenaza a los seres humanos. Sin embargo, se ha ganado una reputación temible, y es matado a menudo por los caminantes y los dueños de las casas.

## Descripción
El monstruo de Gila es el lagarto más grande nativo de América del Norte, mide aproximadamente entre 35 y 58,5 cm de largo. Tiene una figura corpulenta con patas pequeñas, poderosas garras y una cola corta y gruesa donde almacena la grasa que utiliza como energía durante la hibernación o cuando hay escasez de alimentos. La piel del monstruo de Gila es rugosa, con marcas irregulares brillantes de color rosado, amarillo o blanco, sobre escamas negras o marrones. El monstruo de Gila se desplaza con exagerada lentitud. No sabe correr e intentaríamos en vano ahuyentar a uno de estos reptiles. De 500 g a 1 kg de peso, es un reptil pasivo de lentos movimientos.
Su nombre se debe a que se encontraron varios ejemplares de esta especie cerca del río Gila en el estado de Arizona en Estados Unidos.

### Piel

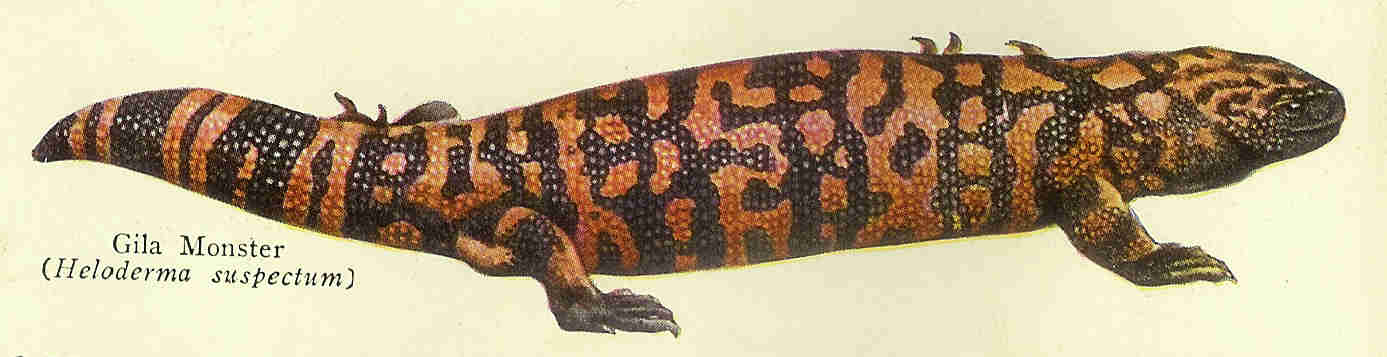
Una lámina de la Century Cyclopedia que representa al monstruo de Gila

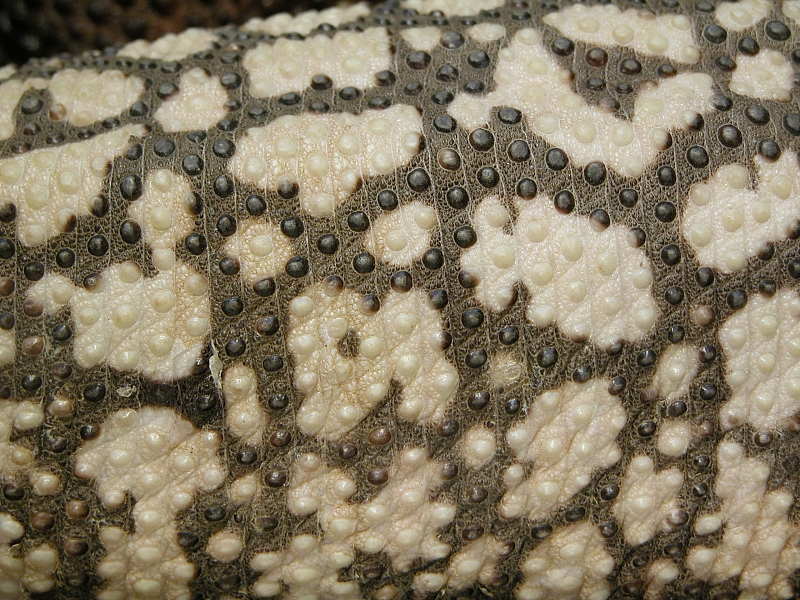
piel dorsal de un monstruo de Gila.

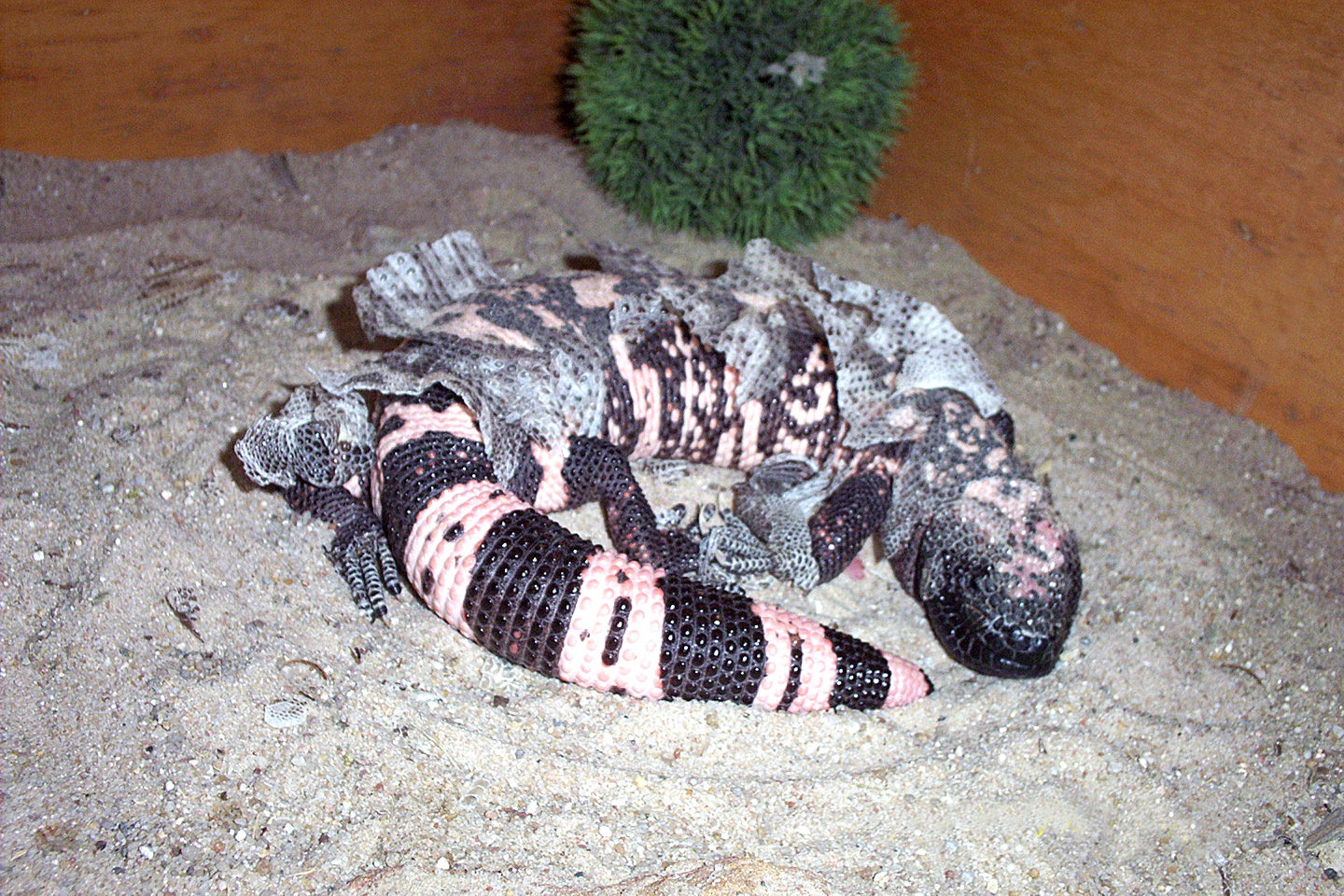
La muda total de una hembra de monstruo de Gila unas 2 semanas antes de la puesta de huevos

Las escamas de la cabeza, la espalda y la cola contienen pequeños huesos en forma de perla (osteodermos) similares a los que se encuentran en los lagartos de cuentas de más al sur. Las escamas del vientre están libres de osteodermos. Las hembras de monstruo de Gila se mudan por completo durante unas dos semanas antes de depositar sus huevos. La parte dorsal suele desprenderse en una sola pieza grande. Los machos adultos mudan normalmente en segmentos más pequeños en agosto. Las crías parecen mudar constantemente. Los adultos tienen colores más o menos amarillos a rosados sobre una superficie negra. Las crías tienen un patrón uniforme, simple y menos colorido. Esto cambia drásticamente en los primeros 6 meses de vida. Las crías de la zona norte de distribución de la especie tienden a conservar la mayor parte de su patrón juvenil.
La cabeza de los machos suele ser más grande y triangular que la de las hembras. La longitud de la cola de los dos sexos es estadísticamente muy similar, por lo que no ayuda a la diferenciación de los sexos. Los individuos con extremos de cola robustos se dan tanto en la naturaleza como en la cría humana.

## Hábitat
Habita en las zonas áridas y desiertos rocosos de América del Norte y bosques tropicales secos. Vive en madrigueras que él mismo excava, o que ocupa cuando se marcha el propietario. El monstruo de Gila generalmente evita los calores extremos del sol del mediodía y es más activo durante las horas de la mañana y el atardecer. Permanece días y semanas sin salir de su guarida, y cuando finalmente se decide a abandonar su albergue lo hace con tiempo lluvioso y casi exclusivamente de noche.

## Comportamiento
Los monstruos de Gila pasan el 90% de su vida bajo tierra, en madrigueras o refugios rocosos. Son activos por la mañana durante la estación seca (primavera y principios de verano). Estos lagartos se trasladan a diferentes refugios cada 4-5 días hasta el comienzo de la estación estival. Al hacerlo, buscan optimizar un microhábitat adecuado. Más avanzado el verano, pueden estar activos en noches cálidas o tras una tormenta. Mantienen una temperatura corporal superficial de unos 30 °C (86 °F).  Cerca de los 37 °C (99 °F), son capaces de disminuir su temperatura corporal hasta 2 °C (3,6 °F) mediante una evaporación activada y limitada a través de la cloaca. Un estudio que investigaba una población de monstruos de Gila en el suroeste de Utah observó que la actividad del lagarto alcanzaba su punto máximo desde finales de abril hasta mediados de junio. La distancia media recorrida durante sus episodios de actividad era de 210 metros (690 pies), pero en ocasiones algunos lagartos recorrían distancias superiores a 1 kilómetro (0,62 mi). Durante la temporada de actividad del monstruo de Gila, de aproximadamente 90 días, sólo pasan diez días activos. Los monstruos de Gila son velocistas lentos, pero tienen una resistencia y una capacidad aeróbica máxima (VO2 máx) relativamente altas en comparación con otros lagartos. Son presa de coyotes, tejones y rapaces. Las crías son presa de serpientes, como la víbora real (Lampropeltis sp.).

## Alimentación

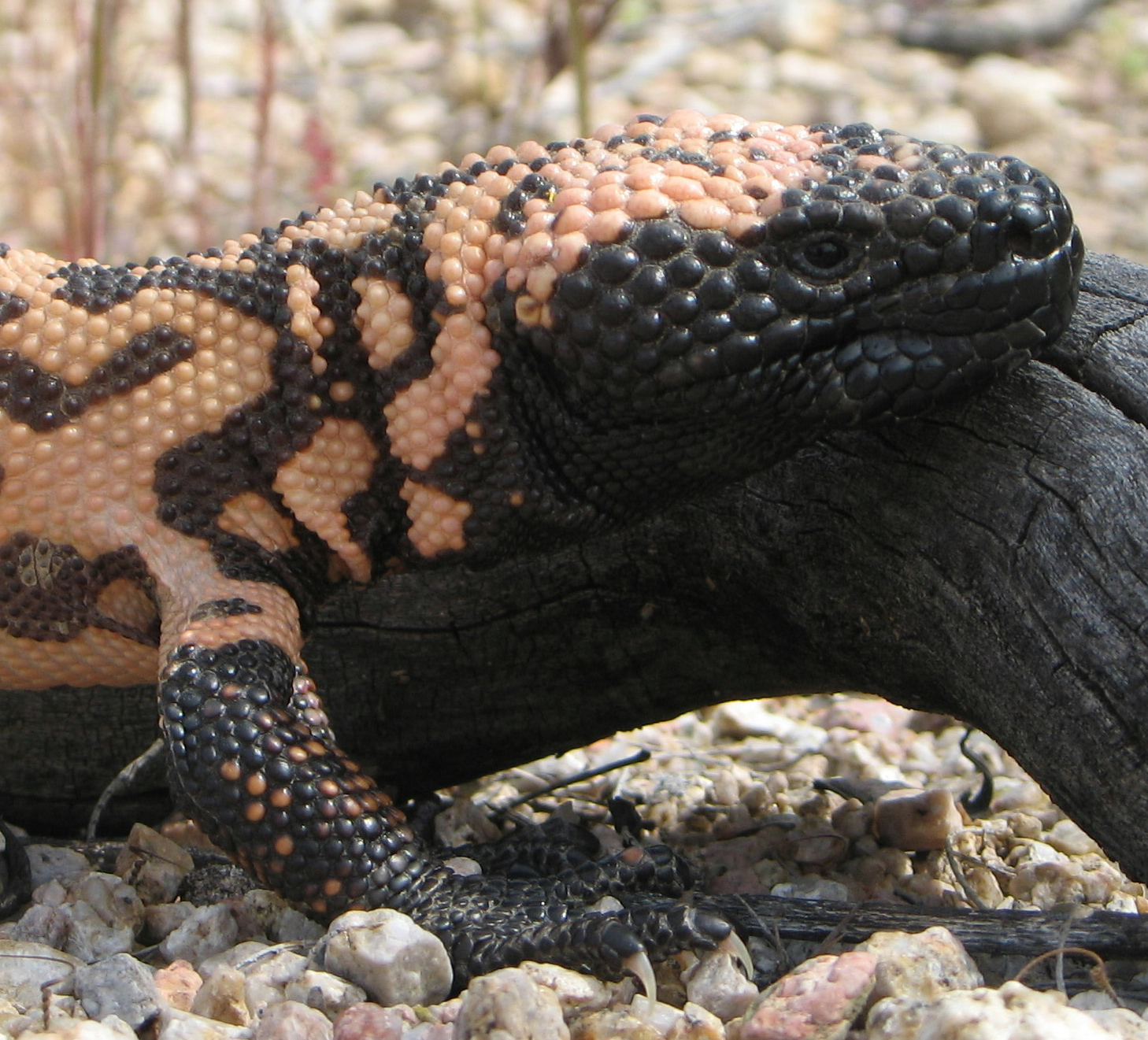
Cabeza de un monstruo de Gila.

El monstruo de Gila es un animal carnívoro que se alimenta principalmente de conejos jóvenes, ratones, ardillas, lagartijas, ranas, insectos, aves y huevos de aves, tortugas y serpientes. Detecta la presencia de las presas por el olfato, que tiene muy desarrollado, y también por el gusto, sirviéndose de su lengua como de un detector eficaz. Es un real tragón que devora todo lo comestible que encuentra.[cita requerida] Estos lagartos atacan a sus víctimas mordiéndolas y aferrándose a ellas a la vez que ruedan sobre la espalda para permitir que el veneno fluya al interior de la herida sin dejar de masticar para infligir heridas aún mayores. Engorda rápidamente y se le infla la cola, porque es en esa parte de su cuerpo donde se le acumulan las reservas de grasa. Esta forma singular de alimentarse permite al monstruo de Gila ayunar durante mucho tiempo sin perjuicio. El bajo ritmo metabólico y su relativamente fresca temperatura corporal reduce más aún su necesidad de ingesta regular de alimentos.
En gran medida, el monstruo de Gila posee una fisiología especializada que le ayuda a mantener los niveles energéticos durante sus largos intervalos entre alimentos. Cuando un monstruo de Gila come, una glándula salival modificada dentro de su boca libera un compuesto llamado exendin-4, que fluye dentro del tracto digestivo y del torrente sanguíneo del lagarto. Mientras que los científicos tienen aún que confirmar el rol que juega el exendin-4, parece que prepara al cuerpo del Gila para recibir, procesar y almacenar nutrientes. Además, se cree que el exendin-4 tiene un rol en la regeneración del intestino del Gila, que se atrofia entre las esporádicas comidas para conservar energía.

## Reproducción

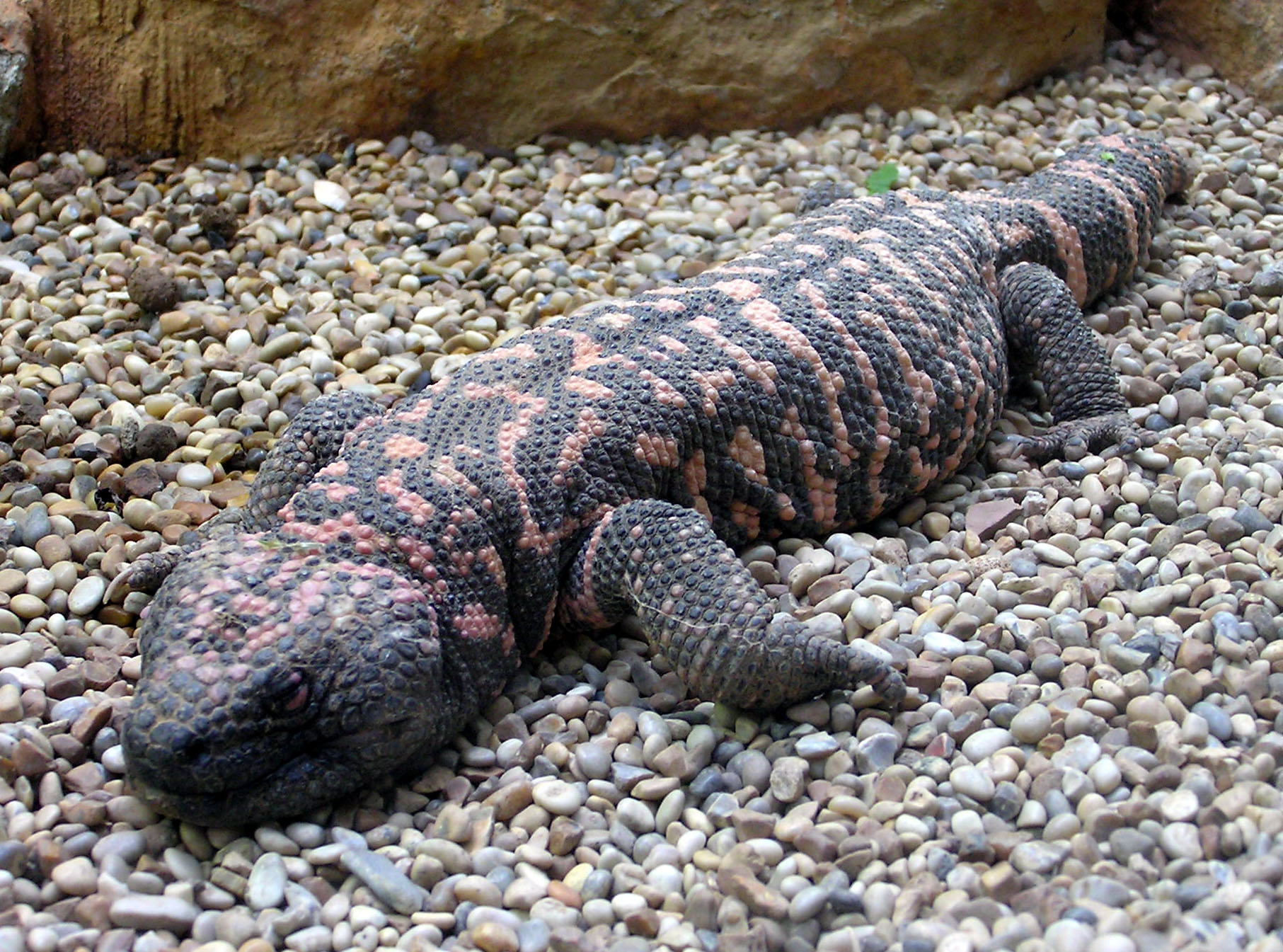
UN ejemplar de un monstruo de Gila.

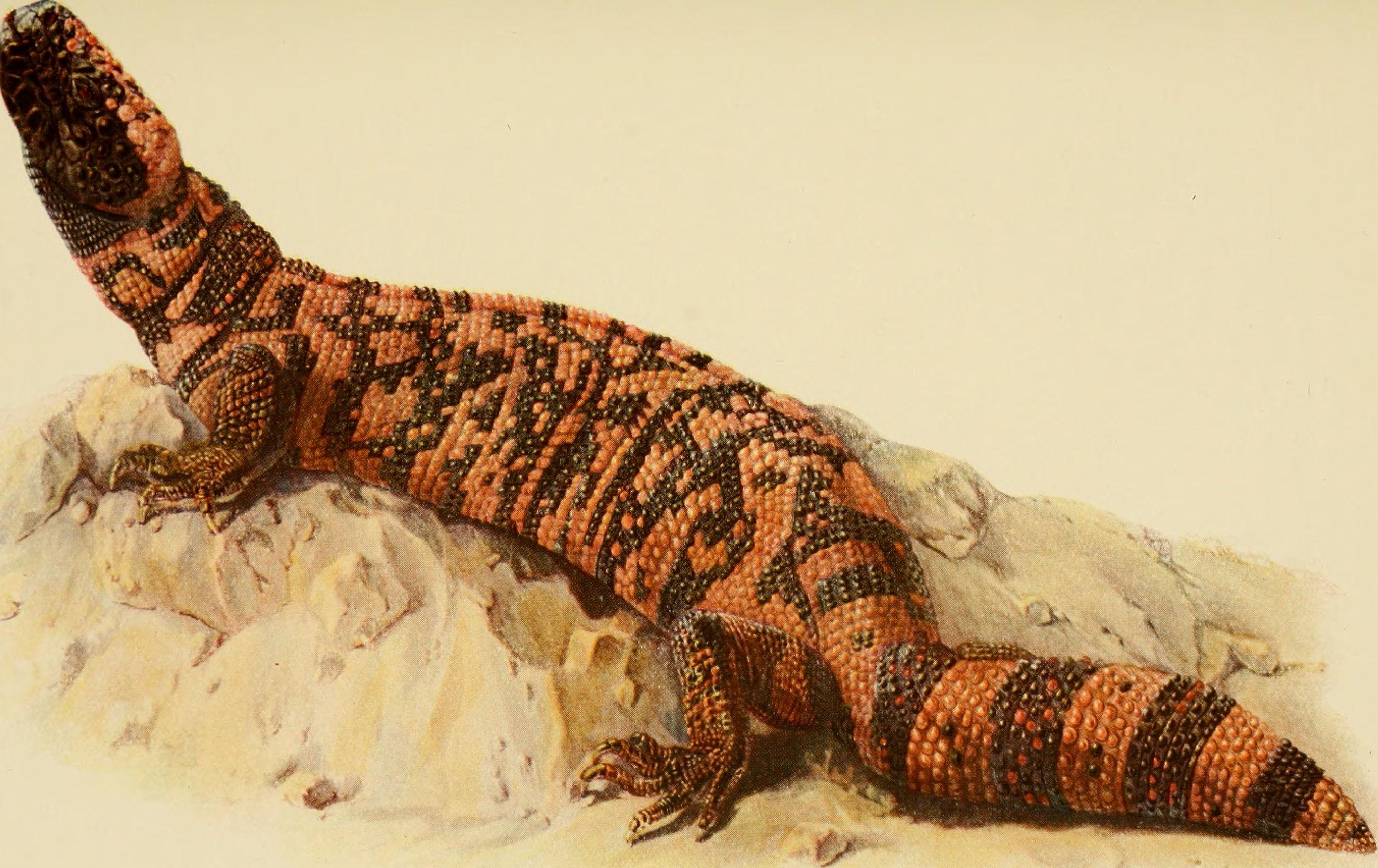
Ilustración del libro Animaux venimeux et venins, (Animales venenosos y venenos, 1922) París, Editorial Masson.

Es un animal ovíparo que pone de 3 a 15 huevos, incubándolos durante un periodo de 30 a 45 días. La dimensión del huevo es de 4x6,5 cm y el recién nacido tiene una longitud de 9 a 12 cm.

## Veneno
Sus fauces van armadas, dentro de la mandíbula, de un par de dientes parecidos a los ganchos venenosos de las serpientes. El veneno, usado principalmente para defenderse, se segrega a través de unas glándulas situadas en la mandíbula inferior y fluye al exterior a través de unos surcos presentes en los dientes.

### Toxicidad
El veneno del monstruo de Gila normalmente no es mortal para los humanos adultos sanos. No se han confirmado informes de muertes después de 1930, y las raras muertes registradas antes de esa fecha ocurrieron en adultos intoxicados por alcohol o que habían tratado mal la mordedura. El monstruo de Gila puede morder rápidamente, y puede que no libere a la víctima sin intervención. Si es mordido, la víctima puede intentar sumergirlo completamente en agua, abrirle las mandíbulas con un cuchillo o un palo, o tirar físicamente del lagarto para liberarlo. Aunque tirar directamente del lagarto aumenta el riesgo de sufrir graves laceraciones por sus afilados dientes, también puede mitigar el envenenamiento. Los síntomas de la mordedura incluyen dolor insoportable, edema y debilidad asociada a una rápida caída de la presión arterial.
El youtuber y educador de vida silvestre Nathaniel Coyote Peterson describió la mordedura como "como lava caliente corriendo por tus venas" y afirmó que era "el peor dolor [que] había experimentado." En general, se considera el veneno más doloroso producido por cualquier vertebrado.
Se han aislado más de una docena de péptidos y otras sustancias del veneno del monstruo de Gila, incluyendo hialuronidasa, serotonina, fosfolipasa A2 y varias glicoproteínas similares a la calicreína, responsables del dolor y el edema causados por una mordedura, sin producir un síndrome compartimental. Se han aislado cuatro toxinas potencialmente letales del veneno del monstruo de Gila, que provocan hemorragias en órganos internos y exoftalmos (ojos saltones), y la helotermina, que causa letargo, parálisis parcial de las extremidades e hipotermia en ratas. Algunos tienen una acción similar a la del péptido intestinal vasoactivo (VIP), que relaja el músculo liso y regula la secreción de agua y electrolitos entre el intestino delgado y el grueso. Estos péptidos bioactivos son capaces de unirse a los receptores VIP en muchos tejidos humanos diferentes. Uno de ellos, la helodermina, ha demostrado inhibir el crecimiento del cáncer de pulmón.

## Estado de conservación
Próxima a la vulnerabilidad (NT). Está prohibido la caza de esta especie. Es considerado una especie protegida, ya que su hábitat se encuentra amenazado por el desarrollo urbano y agrícola, y la construcción de carreteras.

## Subespecies
Existen dos subespecies de monstruo de Gila: el reticulado (Heloderma s. suspectum), que se encuentra principalmente en los estados de Sonora y norte de Sinaloa, en México, además de Arizona, en Estados Unidos; y el monstruo de Gila bandeado (Heloderma s. cinctum), localizado en los estados de Utah y Nevada, de los Estados Unidos. 
- Heloderma suspectum cinctum
- Heloderma suspectum suspectum

## Importancia en la diabetes tipo II
Un péptido análogo del péptido similar al glucagón de tipo 1 (GLP-1), localizado en la secreción salivar de este lagarto, ha sido aprobado para el tratamiento de pacientes con diabetes de tipo II en 2005. La aprobación de este péptido análogo se basa en la capacidad de este agente de aumentar la secreción de insulina y por tanto, mejorar la hiperglucemia con la que cursa la enfermedad en estos pacientes..
El péptido similar al glucagón de tipo 1 (GLP-1), es un factor intestinal que se libera en respuesta a la hiperglucemia resultante de la ingesta y que potencia la secreción de insulina. Es uno de los factores producidos en el intestino denominados incretinas, responsables del efecto incretina, conocido como la diferencia entre los niveles de insulina detectados tras una ingesta oral de glucosa y una intravenosa de igual cantidad. Siendo la respuesta insulínica a la sobrecarga oral de glucosa mucho mayor que a la intravenosa, debido a estos factores intestinales que potencian la liberación de insulina.